# Гяуров, Николай
Николай Гео́ргиев Гяу́ров (13 сентября 1929, Велинград, Болгария — 2 июня 2004, Модена, Италия) — болгарский оперный певец (бас). Герой Социалистического Труда НРБ (1976). Народный артист НРБ (1962). Дважды лауреат Димитровской премии (1959, 1966). Гражданин Австрии (с 1985).

## Биография
В 1949 учился как вокалист в Софийской консерватории у Х. Брымбарова, с 1950 в Московской консерватории в классе А. И. Батурина, затем перевёлся в класс Р. Я. Альперт-Хасиной. После окончания консерватории в 1955 году, стал солистом Софийской народной оперы. В 1956 женился на болгарской пианистке Златинке Мишаковой.
Начало «западной» карьере Гяурова положил дебют в 1957 на сцене Венской государственной оперы (регулярно пел там с 1962, почётный член в 1989). В дальнейшем выступал в болонском «Театро Комунале» (с 1958), миланском «Ла Скала» (с 1959), лондонском «Ковент-Гардене» (с 1962), Лирической опере Чикаго (с 1963, дебют в США), Метрополитен-опере (с 1965), Опере Сан-Франциско (с 1967), Парижской опере (1974) и в других ведущих оперных театрах мира.
Гяуров, получивший первоклассное образование в Московской консерватории, в 1957 дебютировал в Большом театре СССР, впоследствии неоднократно гастролировал в России на лучших концертных площадках. Последние гастроли в 2002 (в возрасте 72 лет), в ходе которых он выступал совместно со второй женой (1978), итальянской певицей Миреллой Френи, получили негативную прессу. Узнав о негативных высказываниях российских критиков, Гяуров и Френи заявили, что больше никогда не будут выступать в России.
Гяуров неоднократно (с 1962) участвовал в международном музыкальном фестивале в Зальцбурге, в том числе в 1965 с триумфом исполнил партию Бориса в постановке «Бориса Годунова» М. П. Мусоргского под управлением Г. фон Караяна, а в 1992 спел заглавную партию в опере «Из мёртвого дома» Л. Яначека (спектаклем руководил К. Аббадо).
В гастрольных поездах Гяуров изредка пересекался с другим крупным болгарским басом Б. Христовым (в России Христов никогда не выступал), с которым у него сложились непростые отношения. Предпосылкой для этого послужило то, что оба выступали в одних и тех же театрах в одном и том же репертуаре. Конфликт между знаменитыми певцами достиг кульминации в 1961 в миланском «Ла Скала», где они должны были петь в одном спектакле. Христов обвинил Гяурова в сотрудничестве с коммунистическом режимом Болгарии и отказался выступать, после чего администрация «Ла Скала» разорвала с Христовым контракт.
Дети — Владимир Гяуров, дирижёр и Елена Гяурова, актриса.

## Творчество

### Оперные партии
- «Сомнамбула» В. Беллини — граф Родольфо
- «Норма» В. Беллини — Оровезо
- «Пуритане» В. Беллини — сэр Джордж Уолтон
- «Бенвенуто Челлини» Г. Берлиоз — кардинал Сальванти
- «Мефистофель» А. Бойто — Мефистофель
- «Князь Игорь» А. П. Бородин — хан Кончак
- «Евгений Онегин» П. И. Чайковский — князь Гремин
- «Медея» Л. Керубини — Креонт
- «Пеллеас и Мелизанда» К. Дебюсси — Аркель
- «Анна Болейн» Г. Доницетти — Генрих VIII
- «Лючия ди Ламмермур» Г. Доницетти — Раймонд Бидебенд
- «Фаворитка» Г. Доницетти — Балтазар
- «Фауст» Ш. Гуно — Мефистофель
- «Из мёртвого дома» Л. Яначек — Горянчиков
- «Ирис» П. Масканьи — Слепой
- «Король Лахорский» Ж. Массне — Индра
- «Жонглёр Богоматери» Ж. Массне — Приор
- «Дон Кихот» Ж. Массне — Дон Кихот
- «Гугеноты» Дж. Мейербер — Марсель
- «Коронация Поппеи» К. Монтеверди — Сенека
- «Дон Жуан» В. А. Моцарт — Дон Жуан
- «Борис Годунов» М. П. Мусоргский — Борис Годунов, Варлаам
- «Хованщина» М. П. Мусоргский — Иван Хованский
- «Джоконда» А. Понкьелли — герцог Альвизе Бадоэро
- «Богема» Дж. Пуччини — Коллен
- «Турандот» Дж. Пуччини — Тимур
- «Севильский цирюльник» Дж. Россини — дон Базилио
- «Моисей и Фараон» Дж. Россини — Моисей
- «Вильгельм Телль» Дж. Россини — Вальтер Фюрст
- «Набукко» Дж. Верди — Захария
- «Эрнани» Дж. Верди — дон Руй Гомес де Сильва
- «Аттила» Дж. Верди — Аттила
- «Макбет» Дж. Верди — Банко
- «Риголетто» Дж. Верди — Спарафучиле
- «Трубадур» Дж. Верди — Феррандо
- «Симон Бокканегра» Дж. Верди — Якопо Фиеско
- «Сила судьбы» Дж. Верди — падре Гуардиано
- «Дон Карлос» Дж. Верди — Филипп II, Великий Инквизитор
- «Аида» Дж. Верди — Рамфис

На Западе наряду с Б. Христовым считался ведущим исполнителем басовых партий в русской опере, среди которых Пимен, Варлаам и Борис Годунов, Иван Хованский («Борис Годунов» и «Хованщина» М. П. Мусоргского), Хан Кончак («Князь Игорь» А. П. Бородина), Гремин («Евгений Онегин» Чайковского).
Гяуров рассказывал об исполненных им партиях:

Мефистофель был партией, которую в какой-то момент я стал петь чаще остальных. Мне тогда казалось, что для меня даже зарезервированы апартаменты в аду. Но это не была любимая партия. У меня вообще нет такого понятия. Те партии, над которыми я работаю в данный момент, меня больше всего и занимают — это естественно.— 
Музыканты Большого симфонического оркестра имени П. И. Чайковского в 2002 г. в открытом письме отзывались о Гяурове и Френи:

Они [Мирелла Френи, Николай Гяуров] покорили всем — и искусным владением голосом, и бережным отношением к своему «инструменту» и, как следствие, сохранившейся тембровой чистотой, и потрясающим артистизмом, когда каждое спетое слово — легкий штрих в создаваемом перед изумленной публикой образе. …Но самое главное, необычное и незнакомое русскому слушателю — потрясающая волна солнечной энергии и поистине божественной красоты и простоты, исходящая от обласканных мировой славой артистов…— 

## Память
- В 1980 году режиссёр Никола Корабов снял документальный полнометражный фильм о певце «Живу я жизнью не одной».
- В октябре 2008 года в Болгарии вышла памятная монета в честь Николая Гяурова.

## Награды
- Герой Социалистического Труда НРБ (1976).
- Лауреат Димитровской премии (1959, 1966).
- Орден «13 веков Болгарии» (1989)
- Орден «Стара планина» 1-й степени (1996)
- Орден Искусств и литературы (Франция)

Введён в Зал славы журнала Gramophone.